# Tansa (Belcești), Iași
Tansa este un sat în comuna Belcești din județul Iași, Moldova, România. Este situat pe stânga Bahluiului pe dealul Ciomagu.